# Conobathra atelogramma
Conobathra atelogramma är en fjärilsart som beskrevs av Edward Meyrick 1937. Conobathra atelogramma ingår i släktet Conobathra och familjen mott. Inga underarter finns listade i Catalogue of Life.